# Catafo Saxum
Il Catafo Saxum è una struttura geologica della superficie di 162173 Ryugu.